# حوزه انتخابیه ششم لوئیزیانا
حوزه انتخابیه ششم لوئیزیانا یک حوزه انتخابیه مجلس نمایندگان آمریکا است که در ایالت لوئیزیانا قرار دارد.